# Котиков, Александр Константинович
Александр Константинович Котиков (29 ноября 1912 — декабрь 2000?) — советский конструктор автомобилей, артиллерийского оружия и вертолётов, лауреат Ленинской премии.
Родился 29 ноября 1912.
В 1930-е гг. работал в НАТИ, один из конструкторов автобуса вагонного типа НАТИ-А и малолитражного автомобиля КИМ-10-51.
Во время войны — в Центральном артиллерийском конструкторском бюро наркомата вооружений, в августе 1944 г. награждён орденом Трудового Красного Знамени.
С 1947 г. в конструкторском бюро Миля, начальник отдела трансмиссии, начальник бригады редукторов и трансмиссий. Главный конструктор трансмиссии вертолётов Миля, начиная с Ми-1. Руководил разработкой четырехступенчатого планетарного редуктора Р-6.
Предложил использовать в качестве трансмиссии точёные стволы зенитных артиллерийских орудий.
Лауреат Ленинской премии 1958 года — за участие в создании одновинтовых вертолётов Ми-1 и Ми-4.